# Holokaust (žrtva)
Holokaust je drevna tradicija na Kanaanu prema legendi o Izakovoj žrtvi.
Ova drevna vjerska tradicija dugo je bila sačuvana u Kartagi tijekom antike i dobro je dokumentirana u knjigama drevnih autora.